# Сен-Пьер-Эгль
Сен-Пьер-Э́гль (фр. Saint-Pierre-Aigle) — коммуна во Франции, находится в регионе Пикардия. Департамент коммуны — Эна. Входит в состав кантона Вик-сюр-Эн. Округ коммуны — Суассон.
Код INSEE коммуны — 02687.

## Население
Население коммуны на 2010 год составляло 352 человека.
| 1962 | 1968 | 1975 | 1982 | 1990 | 1999 | 2010 |
| ---- | ---- | ---- | ---- | ---- | ---- | ---- |
| 218  | 232  | 175  | 201  | 289  | 356  | 352  |

## Экономика
В 2010 году среди 246 человек трудоспособного возраста (15—64 лет) 181 были экономически активными, 65 — неактивными (показатель активности — 73,6 %, в 1999 году было 72,9 %). Из 181 активных жителей работали 164 человека (92 мужчины и 72 женщины), безработных было 17 (10 мужчин и 7 женщин). Среди 65 неактивных 20 человек были учениками или студентами, 25 — пенсионерами, 20 были неактивными по другим причинам.